# Jens Arnold Diderich Jensen
Jens Arnold Diderich Jensen (Bildsøe) (Flensburg, 24 de juliol de 1849 - Copenhaguen, 24 de novembre de 1936) va ser un oficial de la marina i explorador danès que feu diverses missions a l'Àrtida. Va participar en l'expedició geològica, dirigida pel professor K.J.V Steenstrup, que estudià la costa occidental de Groenlàndia. També va participar en una expedició el 1878 al gel interior de Groenlàndia. A més, a la primavera de 1884 va participar en una expedició que va recórrer el paral·lel 65º nord i 67º nord de Groenlàndia. Aquestes expedicions -entre d'altres- van ajudar a cartografiar la costa de 800 km compresa entre Kangaatsiaq i Tigsaluk.

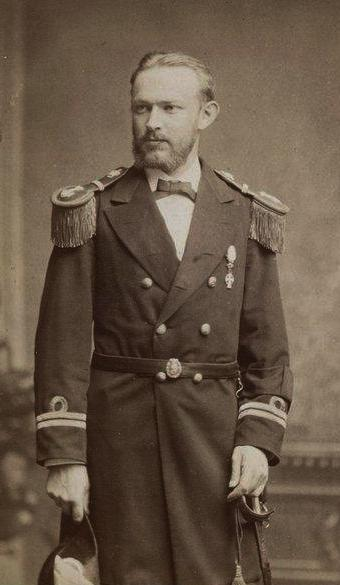
J.A.D. Jensen el 1884

## Biografia
J.A.D. Jensen va nàixer a Flensburg el 1849, era el fill de Hans Jensen un comerciant i fabricant de la ciutat i de Johanne Magdalene Ahlers. El 1871 servia com a subtinent i accedí a la posició de tinent el 1873. Va dirigir diverses missions entre 1881 i 1883 a les aigües daneses. El 1886 fou nomenat capità i un any més tard esdevingué cap de la Marineministeret. Fou promogut al rang de comandant el 1901. Afegí Bildsøe al seu cognom el 1911.

## Obres
- Indlandsisen (1888)[6]
- Grundrids af Læren om Ebbe og Flod (1899)
- Lærebog i Navigation, I-II (1903-04)
- Kortfattet Navigationslære (1908)
- Danske Søfartslove i Uddrag (1908)
- Nautisk Almanak, siden 1891

## Reconeixements
Els següents punts geogràfics duen el seu nom:
- Fiord J.A.D. Jensen (68° 13′ N, 30° 06′ O / 68.217°N,30.100°O)
- Nunatak J.A.D. Jensen (62° 50′ N, 48° 56′ O / 62.833°N,48.933°O)
- Cap J.A.D Jensen (68° 10′ N, 29° 50′ O / 68.167°N,29.833°O)
- Arxipèlag J.A.D. Jensen (74° 53′ N, 58° 03′ O / 74.883°N,58.050°O)